# 草野芳郎
草野 芳郎（くさの よしろう、1946年1月20日 - ）は、日本の裁判官、弁護士。鹿児島地方裁判所長や、広島高等裁判所部総括判事、学習院大学法学部教授、日本インドネシア法律家協会理事長等を歴任した。

## 人物・経歴
福岡県北九州市出身。福岡県立小倉高等学校、福岡県立修猷館高等学校を経て、1969年九州大学法学部卒業。1971年裁判官任官。2002年鹿児島地方裁判所長、鹿児島家庭裁判所長。2003年広島高等裁判所部総括判事。2006年依願退官、学習院大学法学部教授。2012年弁護士登録（東京弁護士会）、矢吹法律事務所入所。2013年仲裁ADR法学会理事長、日本インドネシア法律家協会理事長。2014年タマホーム取締役。2016年学習院大学退職。平成28年秋の叙勲で瑞宝重光章受章。

## 著書
- 『和解技術論―和解の基本原理』信山社出版〈信山社・法学の泉〉、1995年、第2版2003年
- 『ロースクール交渉学』（太田勝造と共編著）白桃書房、2005年
- 『高齢者支援の新たな枠組みを求めて』（岡孝と共編著） 白峰社、2016年
- 『和解は未来を創る : 草野芳郎先生古稀記念』（豊田愛祥、太田勝造、林圭介、斎藤輝夫共編）信山社、2018年